# George Calnan
George Calnan (n. 18 ianuarie 1900, South Boston⁠(d), Boston, Massachusetts, SUA – d. 4 aprilie 1933, Barnegat Township⁠(d), New Jersey, SUA) a fost un scrimer ce a reprezentat Statele Unite ale Americii, medaliat olimpic. A participat la 3 ediții ale Jocurilor Olimpice (1924, 1928, 1932) în care a câștigat o medalie de bronz.